# غلينو
غلينو هي مدينة، في تيمور الشرقية جنوب غرب العاصمة تيلي، وتقع في Ermera ‏، بلغ عدد سكانها 8,133 نسمة.